# Chiburishima

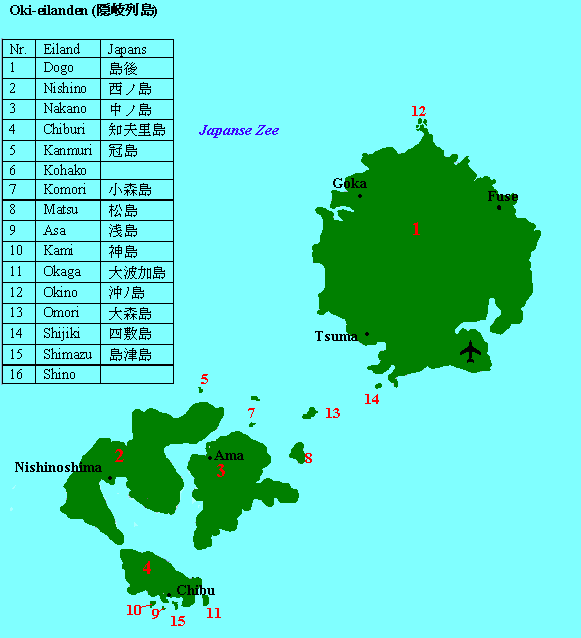
Okiöarna

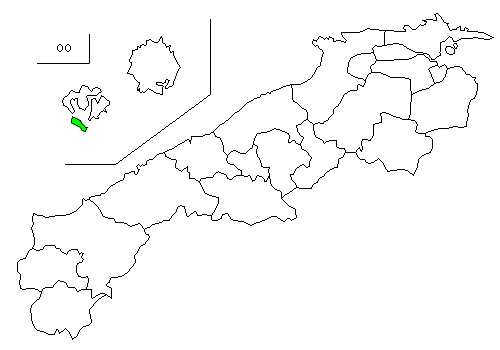
Chiburishima lägeskarta

Chiburishima (japanska  (知夫里島?) Chiburishima, ofta även Chibu efter huvudorten) är en ö bland Okiöarna i sydvästra Japanska havet som tillhör Japan.

## Geografi
Chiburishima ligger cirka 60 kilometer utanför Japans huvudö Honshū.  
Ön är av vulkaniskt ursprung och har en areal om ca 13,7 km². Den högsta höjden är på cirka 325 m ö.h. 
Befolkningen uppgår till ca 740 invånare fördelade på huvudorten Kōrii på öns sydvästra del och de större byarna Urumi och Niburi. Förvaltningsmässigt utgör hela ön tillsammans med kringliggande småöar, bland annat Okagashima, Shimazujima, Asashima och Kamishima kommunen Chibu-mura (Chibu by) och tillhör Shimane prefektur.
Ön kan endast nås med fartyg då den saknar flygplats, det finns regelbundna färjeförbindelse med hamnstäderna Sakaiminato och Shichirui på fastlandet.

## Historia
Det är osäkert när Okiöarna upptäcktes men de har varit bebodda sedan flera tusen år och omnämns redan böckerna Kojiki och Nihonshoki. 
Redan under Naraperioden på 700-talet användes öarna som exilort. 
Sedan Kamakuraperioden i slutet på 1100-talet förvaltades området som "Oki no kuni" (Oki-provins) av en shugo (guvernör) från Izumoprovinsen.
Från Ashikagaperioden i mitten på 1300-talet och fram till Sengokuperioden i slutet på 1500-talet styrdes området av olika klaner.
Under Edoperioden tog Tokugawaklanen makten och området underställdes Shogunen. Öarna var under denna tid mellanlandningsplats för handelsfartyg till övriga Asien. 
1871 blir öarna först del i Tottori prefekturen och övergår 1881 till Shimane prefekturen. 